# Pante Kuyun
Pante Kuyun is een bestuurslaag in het regentschap Aceh Jaya van de provincie Atjeh, Indonesië. Pante Kuyun telt 586 inwoners (volkstelling 2010).